# Mankien
Mankien – miasto w Sudanie Południowym w stanie Północne Liech. Liczy 7050 mieszkańców (szacunek 2013).